# City Bell
City Bell är en ort i Argentina.   Den ligger i provinsen Buenos Aires, i den centrala delen av landet, 40 km sydost om huvudstaden Buenos Aires. City Bell ligger 15 meter över havet och antalet invånare är 32 646.
Terrängen runt City Bell är mycket platt. Runt City Bell är det tätbefolkat, med 683 invånare per kvadratkilometer.. Närmaste större samhälle är La Plata, 10,7 km sydost om City Bell.
Trakten runt City Bell består till största delen av jordbruksmark.